# Сухаревська Лідія Петрівна
Лідія Петрівна Сухаревська (рос. Ли́дия Петро́вна Сухаре́вская; 17 (30) серпня 1909, Петергоф (за іншими даними — село Поповкіно Вологодської губернії) — 11 жовтня 1991, Москва, Російська РФСР) — радянська російська акторка театру і кіно. Заслужена артистка Таджицької РСР (1943). Заслужена артистка РРФСР (1950). Лауреат Державної премії СРСР (1951) за фільм «Мусоргський». Народна артистка РРФСР (1967). Народна артистка СРСР (1990).

## З життєпису
Закінчила І художню студію в Ленінграді (1931).
Виступала на сцені різних театрів Москви і Ленінграда (Ленінградський театр комедії, Театр-студія кіноактора, Московський академічний театр сатири, Московський драматичний театр на Малій Бронній, Московський академічний театр імені Володимира Маяковського).
Дебютувала у кіно в 1939 році. Зіграла понад сорок ролей у фільмах і телевиставах, зокрема: «Василиса Прекрасна» (1939), «Лермонтов» (1943), «Людина № 217» (1944), «Зірка» (1949), «Мусоргський» (1950), «Римський-Корсаков» (1952), «Альоша Птіцин виробляє характер» (1953), «Вона вас кохає» (1956), «Міст перейти не можна» (1960), «Будні і свята» (1961), «Суд божевільних» (1961), «Життя спочатку» (1961), «Каїн XVIII» (1963), «Двадцять років потому» (1965), «Анна Кареніна» (1967), «Старомодна комедія» (1975, телевистава), «Як важливо бути серйозним» (1976, телевистава), «Шофер на один рейс» (1981) та ін.
Грала в українських кінокартинах: «Танкер „Дербент“» (1940, буфетниця Віра) і «Хлопчики» (1959, Лілія Іванівна).
Автор п'єси «Життя», за якою створено сценарій фільму «Жити спочатку» (1961, у співавт. з М. Коварським).
Автор сценарію телеспектакля «Акторка» (1969), за мотивами оповідань О. М. Толстого «Акторка» і «Постріл».
Нагороджена орденами і медалями. Двічі кавалер ордена «Знак Пошани».
Похована на Ваганьковському кладовищі поряд з чоловіком.